# Cube magique parfait
En mathématiques, un cube magique parfait est un cube magique dans lequel non seulement les nombres sur les axes x, sur les axes y, et sur les axes z et sur les diagonales spatiales principales, mais aussi la section plane diagonale ont pour somme la constante magique du cube. 
Les cubes magiques parfaits d'ordre un sont triviaux ; les cubes d'ordres deux à quatre peuvent être démontrés inexistants ; les cubes d'ordres cinq et six ont été découverts en premier par Walter Trump et Christian Boyer le 13 novembre et le 1er septembre 2003, respectivement. Un cube magique parfait d'ordre sept fut donné par A. H. Frost en 1866, et le 11 mars 1875, un article fut publié dans le journal Cincinnati Commercial sur la découverte d'un cube magique parfait d'ordre huit par Gustavus Frankenstein. Les cubes d'ordres neuf et onze ont été aussi construits, mais aucun d'ordre dix n'est connu.

## Définition alternative
Dans les années récentes, une définition alternative pour les cubes magiques parfaits a été graduellement utilisée. Elle est basée sur le fait qu'un carré magique pandiagonal a été traditionnellement étiqueté 'parfait', parce que toutes les lignes possibles totalisent correctement. Ceci n'est pas le cas avec la définition précédente pour le cube.
Ce même raisonnement peut être appliqué aux hypercubes de n'importe quelle dimension. Simplement fixé ; si toutes les lignes possibles de m cellules (m = ordre) totalisent correctement, l'hypercube est parfait. Tous les hypercubes de dimensions plus basses contenues dans cet hypercube seront aussi parfaits. Ceci aussi n'est pas le cas avec la définition originelle, qui ne requiert pas que les carrés planaires et diagonaux soient pandiagonaux.
La définition originelle est applicable seulement aux cubes magiques, non aux tesseracts, aux cubes de dimension 5, etc.

## Exemple

Ce cube magique parfait d'ordre 5 et de constante magique 315 est le plus petit cube magique parfait

Un cube magique parfait d'ordre 8 possède 244 lignes correctes par la vieille définition, mais 832 lignes correctes par cette nouvelle définition.

Gabriel Arnoux a construit un cube magique parfait d'ordre 17 en 1887. F.A.P.Barnard a publié des cubes magiques parfaits d'ordre 8 et d'ordre 11 en 1888.
Par la définition moderne, il existe actuellement cinq classes de cube magique ; le cube magique simple, le cube magique pantriagonal, le cube magique diagonal, le cube magique pandiagonal, et le cube magique parfait.